# 榛谷氏
榛谷氏（はんがやし）は、桓武平氏良文流で坂東八平氏の一つ秩父氏の一族である。
小山田有重の四男である重朝が、支配を任された榛谷御厨に因んで、榛谷氏を称した。
1205年、同族の畠山氏と北条氏との抗争に巻き込まれ、三浦義村に滅ぼされる。

## 系図
```
　
秩父重弘

　　┣━━━━━┓
　
畠山重能
　　
小山田有重

　　┃　　　　　┣━━━━┳━━━━━━━┳━━━┳━━━━┓
　
畠山重忠
　　
稲毛重成
　
榛谷重朝
　　　　
森行重
　
田奈有朝
　
小山田重親

　　　　　　　　
（三郎）　　（四郎）　　　　（五郎）　　（七郎）　　　（八郎）

　　　　　　　　　　　　　┣━━━━┓
　　　　　　　　　　　　
榛谷重季
　
榛谷秀重

　　　　　　　　　　　　　
（太郎）　　（二郎）
```

## 榛谷御厨(はんがやみくりや)
保安3年（1122年）に成立した伊勢神宮（内宮）の荘園（御厨）。
小山田氏一族が支配地一帯の所領安堵のため寄進したもので、寄進後も在地領主として支配を維持していた。
榛谷氏滅亡後は鎌倉幕府に没収され、室町時代は西園寺公重の支配となり、北条早雲の坂東制覇により北条一族に分与されて消滅した。
現在の神奈川県横浜市の保土ケ谷区・旭区・都筑区一帯で、現在も二俣川に字名として「半ヶ谷」の地名が残る。
また「はんがや」が訛化して「ほどがや」になったという説もあるが、「保土ヶ谷区史」などにおいては否定的な見解が示されている。